# Trichogramma sogdianum
Trichogramma sogdianum är en stekelart som beskrevs av Sorokina 1984. Trichogramma sogdianum ingår i släktet Trichogramma och familjen hårstrimsteklar.
Artens utbredningsområde är Uzbekistan. Inga underarter finns listade i Catalogue of Life.